# Semiothisa uniformata
Semiothisa uniformata là một loài bướm đêm trong họ Geometridae.